# وو هی جین
وو هی-جین (کره‌ای: 우희진؛ زادهٔ ۲۴ مه ۱۹۷۵) بازیگر اهل کره جنوبی است. وو هی-جین مدلینگ را زمانیکه کلاس ششم بود، در تبلیغات تجاری آغاز کرد و پس از آن حرفهٔ بازیگری خود را در سال ۱۹۸۷ آغاز کرد. او به خاطر ایفای نقش در درام کره‌ای احساسات (۱۹۹۴) و سیتکام سه پسر و سه دختر (۱۹۹۶) شناخته می‌شود.

## فیلم‌شناسی

### فیلم
| سال  | عنوان                   | نقش                       |
| ---- | ----------------------- | ------------------------- |
| ۱۹۹۴ | یانگ لاور               | کیم یون-هی                |
| ۲۰۰۱ | بیرون آمدن (فیلم کوتاه) | (حضور افتخاری)            |
| ۲۰۱۲ | امنیت ملی               | این جه-اون (حضور افتخاری) |

| سال  | عنوان                    | نقش           |
| ---- | ------------------------ | ------------- |
| ۲۰۱۹ | آخرین مأموریت فرشته: عشق | هانگ جونگ اون |